# Южно-Сандвичев жёлоб
Южно-Сандвичев жёлоб — глубоководный жёлоб в Южном океане и юго-западной части Атлантического океана. Протягивается с внешней стороны Южно-Сандвичевой островной дуги примерно на 1380 км. Максимальная глубина — 8264 м (в другом источнике 8228 м). Жёлоб имеет V-образную форму. Ширина в пределах изобаты 6000 м достигает 100 км, на дне — несколько километров.
Южно-Сандвичев жёлоб является глубочайшим в Южном океане, а также вторым по глубине в Атлантическом океане после жёлоба Пуэрто-Рико. Он расположен в месте соприкосновения Южно-Американской плиты с Сандвичевой плитой, рассматриваемой вместе с плитой Скоша.